# Osli
Osli (serbocroata: Ošlija) es un pueblo húngaro perteneciente al distrito de Kapuvár en el condado de Győr-Moson-Sopron, con una población en 2013 de 907 habitantes.
Se conoce su existencia desde 1230 y recibe su topónimo de la casa de Osl, una familia noble de origen pechenego. El asentamiento original fue destruido por una epidemia en 1570 y por los turcos en 1594 y 1683. La localidad se recuperó a partir de 1694 con las exenciones de impuestos que declaró la Casa de Esterházy, que había comprado el pueblo en 1681.
Se ubica unos 5 km al noreste de la capital distrital Kapuvár.